# Тиберій Клавдій Когідубній
Тиберій Клавдій Когідубній (лат. Tiberius Claudius Cogidubnus) — король кельтського племені регніїв з 43 року як ставленик Риму і залежний правитель на початку існування Римської Британії.
Вважається, що регнії до 43 року були частиною території атребатів, а Когідубній був спадкоємцем Веріки — атребатського короля, якого було повалено імператором Клавдієм під час римського вторгнення. Після завоювання регніїв, Когідубній був поставлений римлянами на чолі королівства як залежний правитель. Тацит згадує Когідубнія у своїй праці Агрикола (написана в 70-тих рр.н.е), де зазначає, що він "зберігає вірність" Риму.
Деякі вчені вважають, що римський палац у Фішбурні (Чичестер), був резиденцією Когідубнія. Громадські лазні, амфітеатр і форум у Сілчестері, ймовірно, були побудовані за його правління.
Когідубній був відомий за написами на пошкоджених мармурових плитах, знайдених у Чичестері в 1723 році, які датуються І ст.:

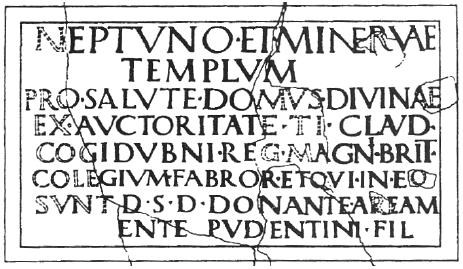
Чичестерська плитка з надписом

| [N]EPTVNO·ET·MINERVAE TEMPLVM [PR]O·SALVTE·DO[MVS]·DIVINA[E] [EX]·AVCTORITAT[E·TI]·CLAVD· [CO]GIDVBNI·R[EG·MA]GNI·BRIT·[2] [COLE]GIVM·FABROR·ET[·Q]VI·IN·E[O] [SVNT]·D·S·D·DONANTE·APEAM […]ENTE PVDENTINI·FIL |
Що перекладається як: 

| Для Нептуна і Мінерви, на благо Божественного Дому, владою Тіберія Клавдія Когідубнія, великий король бритів, Гільдія ковалів і тих, хто дав цей храм за свій рахунок … (громадян), син Пудентінія, представив зовнішній двір. |